# کانال (فیلم ۱۹۷۹)
«کانال» (ترکی استانبولی: Kanal) یک فیلم است که در سال ۱۹۷۹ منتشر شد. از بازیگران آن می‌توان به تونجل کورتیز اشاره کرد.